# ¡Forward, Russia!
¡Forward, Russia! var ett brittiskt indieband från Leeds, bildat våren 2004. Tills 2006 namngav bara bandet låtarna med siffror, i den ordning de skrevs.

## Diskografi
Studioalbum
- Give Me a Wall (15 maj 2006)
- Life Processes (17 mars 2008)

Singlar
| Titel                   | Datum         | UK Singles Chart | Album          |
| ----------------------- | ------------- | ---------------- | -------------- |
| "Nine"                  | April 2005    |                  |                |
| "Thirteen" / "Fourteen" | Augusti 2005  | #74              |                |
| "Twelve"                | Januari 2006  | #36              | Give Me a Wall |
| "Nine"                  | Maj 2006      | #40              | Give Me a Wall |
| "Eighteen"              | Juli 2006     | #44              | Give Me a Wall |
| "Nineteen"              | November 2006 | #67              | Give Me a Wall |
| "Don't Be A Doctor"     | Februari 2007 |                  |                |
| "Breaking Standing"     | April 2008    | #195             | Life Processes |